# Perry's Nut House

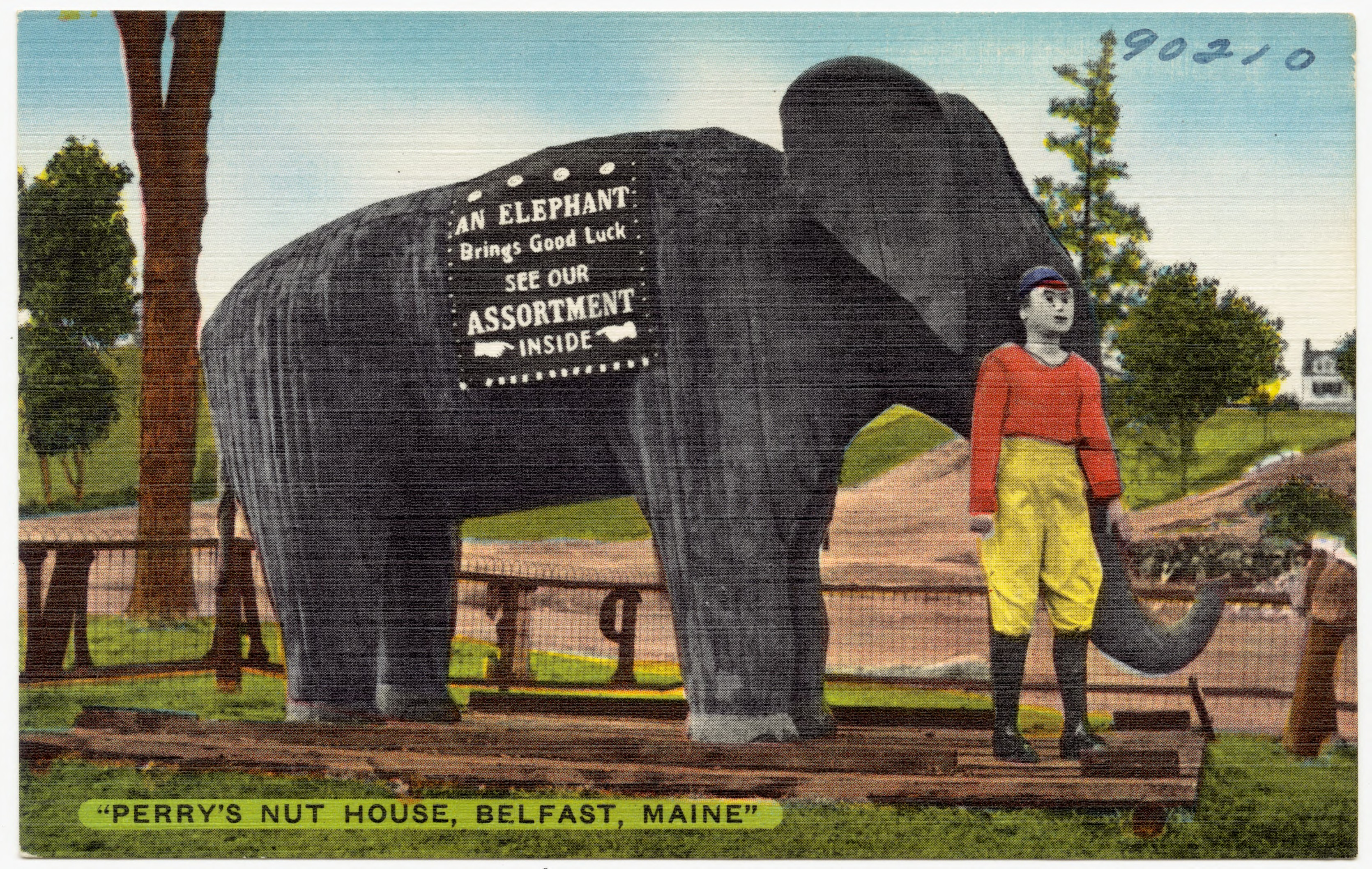
Perry's Nut House, Belfast, Maine -- an elephant brings good luck, see our assortment inside. Carte postale Tichnor Brothers. Entre 1930 et 1945

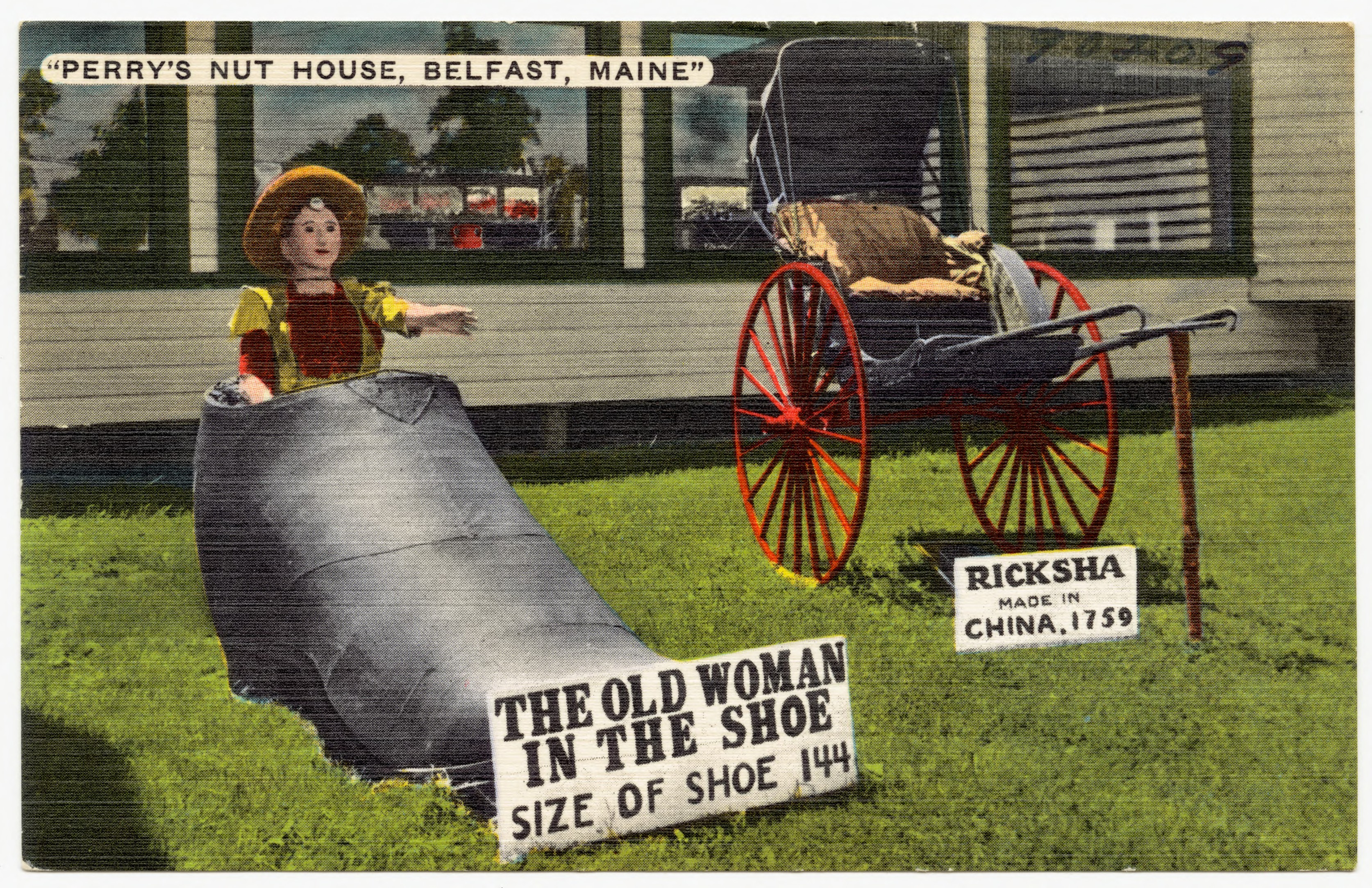
Perry's Nut House, Belfast, Maine -- the old woman in the shoe, size of shoe 144, ricksha made in China, 1759. Idem

Perry's Nut House est une attraction touristique et un magasin sur la U.S. Highway 1 de Belfast, Maine, États-Unis.
Ouvert en 1927, Perry's Nut House est un exemple classique d'attraction américaine en bordure de route (Roadside attraction). Situé sur la route côtière menant à Bar Harbor, le Perry's Nut House abrite de gigantesques sculptures d'animaux peints à l'extérieur et, jusqu'en 1997, à l'intérieur, une exposition de noix et graines exotiques du monde entier et d'animaux en peluche. Perry fabrique et vend également du fudge et des friandises traditionnelles faites maison, ainsi que des souvenirs inspirés du Maine , des jouets rétro et en bois ainsi que des cadeaux fantaisies.
En 1997, les troisièmes propriétaires (Diane et John Bailey) ont vendu la plupart des animaux de taxidermie originaux et ont exposé les objets dans une vente aux enchères organisée dans le magasin. À partir de 2009, cependant, les propriétaires actuels de Perry's Nut House travaillent dur pour restaurer l'ambiance de l'ancien Perry. Plusieurs objets originaux ont été acquis et réapparaissent dans le magasin, dont un gorille (Ape-Raham, restauré de janvier à mai 2012), une peau de python de 21 pieds, un très gros albatros en peluche, un alligator de 13 pieds, un couguar et un babouin.
De petits ornements faits à la main d'éléphants sont vendus dans le but d'obtenir des fonds pour acheter spécifiquement un éléphant grandeur nature pour orner la pelouse. Le vieil éléphant réside maintenant au sommet du Théâtre Colonial au centre-ville de Belfast.
Au début des années 1950, Perry's Nut House utilisait un jingle radio accrocheur:"Pack up the kids. Jump in the car. Drive to Perry's Nut House, and there you are. Right on the coast, route number 1. Belfast, Maine, Oh golly what fun."